# بروطيا بانكسية
بروطيا بانكسية (الاسم العلمي:Protea banksii)  هو نوع من النباتات يتبع جنس البروطيا من الفصيلة البروطية.